# Януш Онишкевич
Я̀нуш А̀дам Онишкѐвич (на полски: Janusz Adam Onyszkiewicz) е полски математик, алпинист хималаист, спелеолог, опозиционен деец и политик, действителен член на Полската академия на науките, преподавател във Варшавския университет, член на „Солидарност“, автор на научни трудове в областта на теория на множествата и теория на моделите.
След демократичните промени в Полша на два пъти е министър на отбраната (през 1992 – 1993 година и 1997 – 2000 година), депутат в Сейма X, I, II и III мандат, депутат в Европейския парламент VI мандат (до 2007 година заместник-председател на Европейския парламент, а от 2007 година заместник-председател на Комисията по външните работи на Европейския парламент).

## Образование и научна дейност
През 1955 г. завършва VI общообразователна гимназия „Тадеуш Рейтан“ във Варшава, след което учи в Математически факултет на Варшавския университет. През 1959 – 1961 г. работи като асистент в Института по математически машини на Полска академия на науките. През 1967 г. придобива научна степен доктор (негов научен ръководител е Анджей Мостовски). Публикува научни статии в областта на теория на множествата и теория на моделите. През 1984 – 1986 г. е член на Сената на Варшавския университет, а през следващите четири години влиза в състава на Международния съюз за история и философия на науката. Гост преподавател е в различни университети, между които университети във Великобритания, Франция, Швеция, Норвегия. Отличен е с титлата доктор хонорис кауза на Университета в Лийдс.

## Опозиционна дейност
През лятото на 1980 г. заминава за Шчечин, където се провежда стачка, но не е допуснат до корабостроителницата, така че се връща във Варшава. През същата година става един от основателите на Независимия самоуправляем профсъюз „Солидарност“ регион Мазовше, а след това и член на президиума му. От 1981 до 1989 г. е национален говорител на „Солидарност“ (избран е за такъв и заради отличното владеене на английски език). През 80-те години е в изпълнителния комитет на профсъюза. След въвеждането на военно положение е задържан и е освободен едва след около година – през декември 1982 г. През 1989 година участва в преговорите на Кръглата маса като говорител на опозицията.

## Политическа дейност в III ПР
От 1989 до 1991 г. е член на Изпълнителния комитет на Междупарламентарния съюз. През пролетта на 1990 г. става първият цивилен министър на отбраната, а през 1992 г. – държавен секретар по въпросите на отбраната. През същата година заема длъжността министър на отбраната, на която остава до 1993 година. Паралелно с изпълнението на тези функции, участва в работата на вашингтонската комисия Център за стратегически и международни изследвания. От 31 октомври 1997 г. до 16 юни 2000 г. отново застава начело на Министерство на отбраната в правителството на Йежи Бузек.
От 1989 до 2001 г. е депутат в Сейма X, I, II и III мандат от Граждански комитет „Солидарност“ (през 1990 г. влиза в Гражданско движение Демократично действие), Демократическата уния, а след това от Уния на свободата. Изпълнява функцията заместник-председател на комисията по национална отбрана, член е на Комисията по външните работи, на делегацията на полския парламент на Организацията на Северноатлантическия договор и в Западноевропейския съюз, а също така и на Парламентарната асамблея на съвета на Европа. През 2001 г. не е избран за депутат в Сейма, тъй като Уния на свободата не успява да прекрачи изборния праг.
През 1994 г. става председател на Евроатлантическия съюз. През 2004 г. от листата на Уния на свободата с 50 155 гласа (6,37%) е избран за депутат в Европейския парламент, VI мандат, Малополско-Швентокшиски избирателен окръг.
От 20 юли 2004 г. до 16 януари 2007 г. е заместник-председател на Европейския парламент, като представител на Алианс на либералите и демократите за Европа. По-късно изпълнява функцията на заместник-председател на Комисията по външните работи, а също така е член на Подкомисията за сигурност и охрана, както и на Делегацията на Европейския парламент за връзки с Беларус. През 2009 година участва в изборите като кандидат от Демократическата партия, но без успех.
Той е сред лидерите на Демократическа уния и Уния на свободата. На 4 март 2006 г. е избран за председател на Демократическата партия и изпълнява тази функция до 10 януари 2009 г. От 2010 г. е съветник в Министерство на отбраната. През май 2016 г. става председател на политическия съвет на Демократическата партия, а шест месеца по-късно заема същата длъжност в Уния на европейските демократи, създадена в резултат на преструктуриране на Демократическата партия. След това става и председател на координационния комитет на коалиция Свобода равенство демокрация към Комитета за защита на демокрацията.

## Алпинизъм
От 1957 г. се занимава с планинско катерене, а по-късно и с алпинизъм и хималаизъм. Участва в експедиции в Хималаите, Каракорум, Хиндукуш. Като спелеолог е първият, направил слизане до т. нар. старо дъно на Снежната пещера в Татрите (1961 г. заедно с Бернард Ухмански и Кшищоф Зджитовецки), което тогава е рекорд за дълбочина в Татрите. Участва в спелеоложки експедиции до Съветския съюз, Югославия, България и Италия.
От 2001 до 2016 г. е председател на Полската федерация по алпинизъм. Оттегля се от активно катерене след 1976 г.

## Постижения
- 1972 – изкачване на Ношак (7492 м), първото траверсиране на всички върхове на масива Асп-е-Сафед (6607 м),
- 1974 – изкачва връх Корженевска (7105 м) и връх Комунизъм (7495 м),
- 1 август 1975 – частично нов маршрут до Гашербрум II (8034 м), с Лешек Чихи и Кшищоф Зджитовецки,
- 11 август 1975 – първо изкачване на Гашербрум III (7952 м), най-високият непокорен дотогава връх на света, със съпругата си Алисън Чадуик-Онишкевич, Ванда Руткевич и Кшищоф Зджитовецки,
- 1976 – участие в полската национална експедиция до K2, достига височина 7670 м.

## Личен живот
Произхожда от семейство с фамилен герб Яцина, детството си прекарва в Пшемишъл. Първата му съпруга, Витослава Борети-Онишкевич, загива през 1967 г. при излизане от пещера в Грузия, а втората – Алисън Чадуик-Онишкевич – през 1978 г. докато атакува връх Анапурна. Януш Онишкевич се жени за трети път – за Йоанна Ярачевска, внучка на Юзеф Пилсудски. Има пет деца. Известен с това, че използва велосипед като основно средство за транспорт.

## Отличия
- Командорски кръст на ордена на Възраждане на Полша – 2011
- Паметна значка на Министерство на отбраната – 1998, ex officio
- Голям командорски кръст на Ордена на великия княз Гедиминас – Литва, 1999
- Орден на Кръста на земята Мариина II степен – Естония, 2013
- Медал „Манфред Вьорнер“ – Германия, 1999